# Neomerinthe bathyperimensis
Neomerinthe bathyperimensis är en fiskart som beskrevs av Zajonz och Wolfgang Klausewitz 2002. Neomerinthe bathyperimensis ingår i släktet Neomerinthe och familjen Scorpaenidae. Inga underarter finns listade i Catalogue of Life.